# Kurzia mauiensis
Kurzia mauiensis là một loài rêu tản trong họ Lepidoziaceae. Loài này được (H.A. Mill.) H.A. Mill. miêu tả khoa học lần đầu tiên năm 1967.